# LPGA Thailand
De LPGA Thailand is een jaarlijks golftoernooi voor vrouwen, dat deel uitmaakt van de LPGA Tour. Het toernooi werd opgericht in 2006 en vindt sinds 2007 plaats op de Siam Country Club in Chonburi, Thailand.
Het toernooi wordt over vier dagen gespeeld in een strokeplay-formule en na de tweede dag wordt de cut toegepast. Sinds de oprichting is de Japanse fabrikant Honda hoofdsponsor van dit toernooi en wordt tegenwoordig georganiseerd als de Honda LPGA Thailand.

## Golfbanen
| Jaar       | Golfbaan                  | Plaats   | Info                |
| ---------- | ------------------------- | -------- | ------------------- |
| 2006       | Amata Spring Country Club | Chonburi | Baanrecord: 65 (-7) |
| 2007-heden | Siam Country Club         | Chonburi | Baanrecord: 63 (-9) |

## Winnaressen
| Jaar | Winnaar          | Score         | Score         | Info           |
| ---- | ---------------- | ------------- | ------------- | -------------- |
| 2006 | Hee-Won Han      | 202           | –14           | 54-holes event |
| 2007 | Suzann Pettersen | 267           | –21           |                |
| 2008 | Geen toernooi    | Geen toernooi | Geen toernooi | Geen toernooi  |
| 2009 | Lorena Ochoa     | 274           | –14           |                |
| 2010 | Ai Miyazato      | 267           | –21           |                |
| 2011 | Yani Tseng       | 273           | –15           |                |
| 2012 | Yani Tseng       | 269           | –19           |                |
| 2013 | Inbee Park       | 276           | –12           |                |
| 2014 | Anna Nordqvist   | 273           | –15           |                |
| 2015 | Ami Yang         | 273           | –15           |                |

| Toernooirecord |  | po = winnares na play-off |